# Carel Joseph van Kempen
Carel Joseph van Kempen (Zierikzee, 18 maart 1872 - 's-Gravenhage, 25 november 1955) was een Nederlands politicus.
Hij was zoon van koopman Willem van Kempen en Robina Johanna Ochtman. Broer Jac. van Kempen werd oratoriumzanger.
Hij bezocht de hbs te Zierikzee en studeerde aan het Indisch Instituut te Delft en aan de Nederlands-Indische Bestuursacademie.
Van Kempen begon zijn loopbaan als Indisch ambtenaar en maakte carrière door alle bestuursrangen tot gouverneur van Sumatra's Oostkust.
Hij werd in 1929 gekozen tot lid van de Tweede Kamer voor de Liberale Staatspartij. In 1930 maakte hij deel uit van de internationale commissie die de Britse regering met instemming van de Volkenbond had ingesteld om de conflicten tussen joden en moslims over de toegang tot de Klaagmuur.
Hij moest in 1931 wegens ziekte zijn lidmaatschap neerleggen, maar keerde in 1933 terug in het parlement. Hij was koloniaal woordvoerder voor zijn partij. Hij werd beschouwd als een ter zake kundige woordvoerder met behoudende opvattingen op koloniaal gebied.
Van Kempen trad terug als kamerlid in 1946.
- Biografisch Portaal: 83686617
- Parlement.com: vg09ll26jcqa